# Estácio de Sá

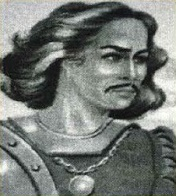
Estácio de Sá

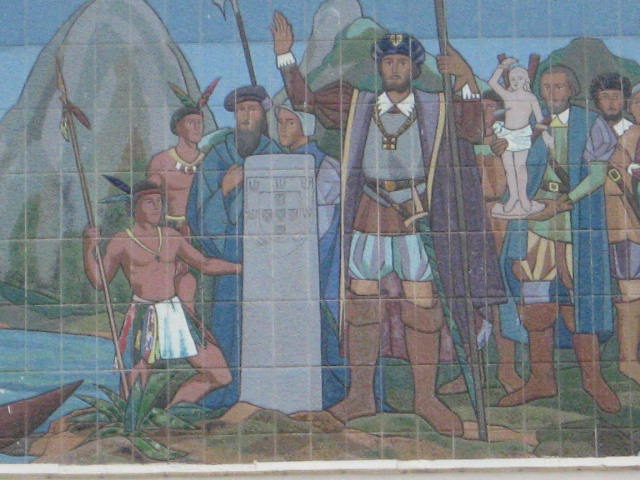
Die Gründung Rio de Janeiros

Estácio de Sá (* 1520 in Santarém (Portugal); † 20. Februar 1567 in Rio de Janeiro) war ein portugiesischer Offizier und der Gründer der ersten Siedlung von Rio de Janeiro in Brasilien.

## Leben
Estácio de Sá war der Neffe des Generalgouverneurs der Kolonie Brasilien, Mem de Sá. Vermutlich war die Familie marranisch, die in den Kolonien größere Freiheiten suchte. Frankreich hatte durch Nicolas Durand de Villegagnon 1555 einen Posten in der Guanabara-Bucht gegründet, den er France Antarctique genannt hatte. Er bedrohte die portugiesische Vormacht dort.
Auf königlichen Befehl kam Estácio de Sá 1564 mit zwei Galeonen nach Salvador, Bahia. Nach vielen Vorbereitungen und der Hilfe von Jesuitenpatern wie Manuel da Nóbrega und José de Anchieta verließ er 1565 São Vicente, die erste portugiesische Siedlung in Brasilien. Am 1. März 1565 gründete er die Stadt São Sebastião do Rio de Janeiro nahe des Zuckerhuts und etablierte die Basis für seine Militäroperationen gegen die Franzosen und ihre indigenen Verbündeten.
Nachdem er Verstärkungen von seinem Onkel erhalten hatte, befahl Sá einen erfolgreichen Angriff von 120 Soldaten und einigen hundert indigenen Verbündeten auf die Festung von Uruçú-mirim am 20. Januar 1567. Doch starb er am 20. Februar 1567 an Wunden, die ein Pfeil seinem Auge zugefügt hatte. Er wurde in der Kirche San Sebastian in seiner Siedlung beerdigt. Doch als das portugiesische Rio de Janeiro wuchs, wurden seine Überreste in die neue Kirche San Sebastian in Castelo überführt. 1862 wurden die Gebeine noch einmal würdevoll bestattet.

## Einzelbelege
1. ↑  Behind the Headlines the Death of a Jewish Community. In: Jewish Telegraphic Agency. 20. März 2015, abgerufen am 13. Mai 2024 (amerikanisches Englisch).

| Personendaten    | Personendaten                                        |
| ---------------- | ---------------------------------------------------- |
| NAME             | Sá, Estácio de                                       |
| KURZBESCHREIBUNG | portugiesischer Offizier, Gründer von Rio de Janeiro |
| GEBURTSDATUM     | 1520                                                 |
| GEBURTSORT       | Santarém (Portugal)                                  |
| STERBEDATUM      | 20. Februar 1567                                     |
| STERBEORT        | Rio de Janeiro                                       |